# Rupi Kaur
Rupi Kaur (rojena 4. oktobra 1992) je kanadska pesnica, ilustratorka, fotografinja in avtorica. Rojena je bila v Pandžabu v Indiji, v mladosti pa je z družino emigrirala v Kanado. Poezijo je začela ustvarjati leta 2009 in zaslovela na Instagramu ter sčasoma postala priljubljena pesnica s svojimi tremi zbirkami poezije.
Marca 2015 je kot del svojega univerzitetnega fotografskega projekta na Instagramu objavila serijo fotografij, na katerih je prikazana z madeži menstrualne krvi na oblačilih in posteljnini. Instagram je odstranil sliko, Kaur pa je izrazila kritiko nad dejanjem podjetja. Zaradi incidenta je njena poezija pridobila več pozornosti in njena prvotno samozaložniška zbirka Milk and Honey (2014) je bila ponatisnjena ter dosegla velik uspeh.
Uspeh zbirke Milk and Honey se je za Kaur izkazal za zaskrbljujočega, saj se je spoprijemala z veliko težavami med ustvarjanjem nadaljevanja, The Sun and Her Flowers (2017). Po izdaji je zbolela za izgorelostjo, a si je kmalu opomogla. Želela je manj pritiska za komercialni uspeh, zaradi česar je izdala tretjo zbirko Home Body (2020) – delni odgovor na pandemijo covida-19. Kaurino delo, ki velja za del skupine instapoezije (Instapoetry), je po naravi poenostavljeno in raziskuje južnoazijsko identiteto, priseljevanje in ženskost; njeno otroštvo in osebno življenje služita kot vir navdiha. Črtne risbe spremljajo njeno poezijo z ostrimi temami.
Njene številke na družbenih omrežjih so podobne številkam pop glasbenih, televizijskih in filmskih zvezd. Njena zbirka Milk and Honey je bila od izida leta 2014 prodana v več kot 2,5 milijona izvodov v 25 jezikih ter bila 77 tednov na seznamu najbolje prodajanih knjig New York Timesa. Kaur hvalijo, da je vplivala na sodobno literarno sceno, čeprav je bila njena poezija mešano kritično sprejeta in je bila predmet pogostih parodij; med drugim so jo obtožili plagiatorstva s strani "Instapoetov". Kaur sta BBC in Elle uvrstila na sezname čestitk ob koncu leta; The New Republic jo je kontroverzno imenoval "pisateljica desetletja".

## Zgodnje življenje
Rupi Kaur se je rodila 4. oktobra 1992 v družini Sikhov v Pandžabu v Indiji.    Pri treh letih je s starši emigrirala v Kanado.  Njen oče ni bil prisoten ob Kaurjinem rojstvu, saj je prej odšel.   Zaradi finančne nestabilnosti bi poslal nazaj zaloge, primerne za Kaur in njeno vzgojo.  S starši in tremi mlajšimi sorojenci je živela v enosobnem kletnem stanovanju, kjer so spali v isti postelji.  Njena družina se je sčasoma naselila v Bramptonu,Ontario, poleg velike skupnosti južnoazijske diaspore, medtem ko je Kaurjev oče delal kot voznik tovornjaka.   
Medtem ko je njen oče živel na Japonskem, je pisal pandžabsko poezijo Kaurjevi materi, ki se je ukvarjala s slikanjem.  Rupi Kaur je pri petih letih začela prevzemati materin hobi slikanja.  Vendar so ji to vsilili, saj so ji dali čopič in jo prisilili risati.  Njena mama ji je želela privzgojiti to umetnost, saj je bilo to tako domačno.  Kaur se je spomnila tudi, da je bila poezija ponavljajoči se vidik njene vere, duhovnosti in vsakdanjega življenja: "Bili so večeri, ko je moj oče cele ure sedel in ure in ure analiziral en sam verz".  Kot otrok je bila Kaur v zadregi zaradi materinega naglasa in se je poskušala distancirati.  Kaur se je na splošno zavedala svoje identitete.  Njena mati je bila občasno oddaljena od Kaur, zaradi njene družine in kulture, še posebej, ko je Kaur imela menstruacijo; menstruacija je skupaj z zlorabo v otroštvu Kaur pogosto oslabela.  Njen odnos s starši, še posebej z mamo, se v adolescenci razburka; prišlo je do obsežnih prepirov glede posvetnih dejavnosti, ki jih je Kaur kasneje interpretirala kot rezultat želje po ohranitvi njihove izvirne kulture.   Kot majhen otrok je bila priča sorodnikom in prijateljem, ki so doživljali nasilje v družini ali spolno zlorabo; Ugotovila je, da je gledanje svojih staršev podvrženih rasizmu povzročilo njeno sramežljivost.   Okolje, v katerem je odraščala, je privedlo do tega, da je razvila ti, čemur bi lahko rekla "stalen način preživetja". 
Več let je izvajala kirtan in indijsko klasično glasbo .   Kaur je želel biti astronavtka ali socialna delavka ali modna oblikovalka; njene ambicije so se pogosto spreminjale in njen oče ji je prepovedal študij slednjega predmeta na univerzi.   Zanimanje za branje je kazala že od malih nog, saj je ugotovila, da ji lajša osamljenosti.  Njeno zanimanje je ovirala Kaurjina angleščina kot drugi jezik, ki se je je prvič naučila pri 10 letih, čeprav je menila, da je njena afiniteta do knjig podobna prijateljstvu.   Samozavest in socialne veščine je začela pridobivati šele v četrtem razredu. 
Začetni odpor do angleščine je pomenil, da je bila Kaur nekaj časa nema .  Skozi srednjo šolo se je udeleževala "tekmovanj v govoru", na enem je zmagala v sedmem razredu, kar ji je pomagalo najti napredek in upanje kljub izolaciji in ustrahovanju.   Kot pravi Kaur, je bila zaradi svojega zunanjega videza in ranljivosti lahka tarča posmeha.  Kaur je bila deležna različnih komentarjev o svojem videzu s strani staršev in vrstnikov.  Po šestem razredu ji je začela rasti samozavest in pisanje in nastopanje sta jo pripeljala do tega, da je "[našla] svoj glas".   Med srednjo šolo je doživela najnižjo raven svojega izobraževanja, saj je bila deležna, po njenem mnenju, strupene oskrbe. Njeni občutki so se olajšali, ko se je odrekla ljudem, ki jih je opisala kot "zelo nevarni zame".  Poezija ji je prinesla tolažbo, ko se je ukvarjala s samozavestjo – od literature je med drugim brala Amrito Pritam, Mayo Angelou, Roalda Dahla, dr. Seussa in JK Rowling . 
Študirala je retoriko in strokovno pisanje na Univerzi Waterloo ; sama bi poučevala ure kreativnega pisanja za srednješolce in študente.   Ko se je učila poezije, se je »mučila nad vsako besedo«: »Morala bi izvleči seznam literarnih pripomočkov, ki mi jih je dal učitelj, in mojih 10 pisanih pisal. Bilo je, kot bi delal operacijo na prekleti stvari." 

## Kariera

### Zgodnje delo (2009–2013)
Kaur je prvič začela izvajati poezijo leta 2009.  Čeprav se ji je zdela govorjena poezija "res naravna", svoj prvi nastop je opisala kot "Kot preklet objem", igrala se je s papirjem nad obrazom in zaradi počutja tesnobe odšla, preden je občinstvo zaploskalo.   Njena poezija je bila sprva mlačno sprejeta, saj so ji rekli, da je za nekatera prizorišča preveč agresivna ali da nekaterim povzroča nelagodje.   "Toliko ljudi okoli mene si je mislilo, da je to popolnoma smešno."  Kaur je začela pisati, da bi artikulirala svojo osebno travmo, ko je pravkar zapustila nasilno razmerje – kar je vplivalo na njeno odločitev za izvajanje poezije: "Želela sem najti glas, ker sem bila tako dolgo brez glasu".   Na univerzi je njeno pisanje postalo bolj refleksivno kot prej, saj je prej pisala o fantih, ki so ji bili všeč, in političnih spremembah, ki jih je želela videti v svetu – čeprav je bila po lastnem priznanju nevedna o zadevi, so njene poezije sprva grajale Kanadsko vlado.   Kaur je bila pogosto v sporu s svojimi starši glede njene odločitve, da se bo ukvarjala s poezijo. 
V srednji šoli je Kaur anonimno delila svoje pisanje.  Prevzela je umetniški priimek Kaur, ker je "Kaur ime vsake sikhovke – pripeljane, da bi izkoreninile kastni sistem v Indiji – in pomislila sem, ali ne bi bilo opolnomočujoče, če bi mlada Kaur videla njeno ime v knjigarni? ".   Od leta 2013 naprej je svoje delo brez psevdonima začela deliti na Tumblr, preden se je leta 2014 začela objavljati na Instagram, kjer je začela dodajati preproste ilustracije.  Približno v tem času je začela pridobivati kultne privržence in je imela včasih 600 obiskovalcev na svojih nastopih, njena kariera pa je bila do zdaj podvržena "[skoraj] besedi ust ".    Njena prva pesem, objavljena na Instagramu, je obravnavala ženo, ki se spopada z moževim alkoholizmom; izkušnjo je opisala kot katarzično. 

### Med in mleko(2014–2016)
Sprva je svojo poezijo objavljala v literarnih antologijah, revijah in revijah, vendar je s tem dosegla le malo uspeha.  Kaurjina prva knjiga Milk and Honey je izšla v samozaložbi na Createspace 4. novembra 2014, potem ko je začela delati pri 18 letih.    Poezije v Milk and Honey je ustvarila "povsem zase, brez koncepta knjige v mislih" in prodala več kot 10.000 izvodov.   Kaur se je spomnila, da se je obotavljala pri objavi poezij v revijah ali časopisih, saj "zdelo se mi je, kot da razstavljam [ Mleko in med ] in mečem stvari v različne stene, v upanju, da se bodo držale. Zdi se mi, da je imelo smisel šele, ko je bilo [zbrano], ker je to produkt dela." 
Marca 2015 je Kaur kot del svojega univerzitetnega fotografskega projekta – z namenom, da izpodbije prevladujoče družbene menstrualne tabuje in objektivizacijo žensk – na Instagramu objavila serijo fotografij, na katerih prikazuje sebe z madeži menstrualne krvi na oblačilih in posteljnini.    Internetni troli so nadlegovali Kaur zaradi fotografij, ki so bile dvakrat odstranjene, ker niso bile v skladu s pogoji storitve spletnega mesta; Kaurjeva je trdila, da ni bila predhodno obveščena ali da ji je bil naveden razlog, in kritizirala njihovo cenzuro kot mizoginijo ter ponovno potrdila, kar je hotela obsoditi – dejanje je označila za "napad na mojo človečnost".   Instagram se je opravičil in vrnil slike, pri čemer je navedel napačno odstranitev. 
Njen odziv je postal viralen, v zaslugo za to, je Kaur pridobila več privržencev in povzročila kasnejši porast priljubljenosti njene poezije.  Pozneje je obžalovala, da je napisala svoj odgovor, saj je ugotovila, da je razširjen prezir vplival na njeno duševno zdravje, doživljala je tesnobo, ki se je "nekako pojavila in nikoli zares izginila", in nekaj časa tudi samomorilne misli.   Istega leta je napisala 10 poglavij še neobjavljenega romana. 
Ko je Kaur postala pomembna na družbenih omrežjih, je Milk and Honey ponovno izdala založba Andrews McMeel Publishing.  Postala je uspešnica in do leta 2017 je bilo prodanih 2,5 milijona izvodov po celem svetu in prevedena v 25 jezikov – istega leta je bila najbolje prodajana knjiga v Kanadi.   Med branjem poezije leta 2015 je Kaur, ko je videla vrsto svojih oboževalcev, v celoti spoznala obseg svojega občinstva in posledično postala bolj samozavestna v svojo poezijo.  Naslednje leto je imela TED Talk .  Kirsty Melville, založnik in predsednik AMP, uspeh knjige pripisuje povezavi Kaurjeve z njenimi bralci. 
Pri 22 letih je zaposlila sedem ljudi, ki so ji pomagali v podjetju, ki ga je ustanovila.  Med pisanjem njena ekipa pogosto upravlja njena družbena omrežja.  Kasneje je uspeh Milk and Honey opisala kot nadrealističnega, pri čemer je opazila globoko sentimentalno in navdihujočo navezanost. 

### Sonce in njeno cvetje(2017–2019)
they convinced me

i only had a few good years left

before i was replaced by a girl younger than me

as though men yield power with age

but women grow into irrelevance

they can keep their lies

for i have just gotten started

i feel as though i just left the womb

my twenties are the warm-up

for what i'm really about to do

wait till you see me in my thirties

now that will be a proper introduction

to the nasty, wild, woman in me,

how can i leave before the party's started

rehearsals begin at forty

i ripen with age

i do not come with an expiration date

and now

for the main event

curtains up at fifty

let's begin the show

Timeless
Po trimesečnem pisateljičinem potovanju po Kaliforniji in v istem letu, kot je bila sprejeta na Brampton Arts Walk of Fame, je 3. oktobra 2017 izšla Kaurina druga knjiga, The Sun and Her Flowers .    Nanjo gleda kot na "eno dolgo neprekinjeno pesem, ki traja 250 strani", "ki je, čeprav se je rodila na Instagramu, koncept, ki je odvisen od vezanosti".  Od leta 2020 je bila knjiga prodana v več kot milijon izvodih in je bila prevedena v več jezikov.  Leta 2018 je s prodajo poezije zaslužila skoraj 1,4 milijona dolarjev.  Istega leta je nastopila na literarnem festivalu v Jaipurju : "Bilo je, kot da sem celo življenje čakala na ta trenutek. To je bila moja edina predstava, kjer nisem imel treme. Množica je bila energična." 
Med turnejo po svetu je doživljala občutke depresije in tesnobe .  Proces ustvarjanja The Sun and Her Flowers in poskus posnemanja njenega uspeha je vplival na njeno duševno zdravje, saj je poročala o "besnih 12-urnih [pisanjih] raztegih" in 72-urnih migrenah.   Doživljala je mesece pisateljske blokade in razočaranja nad svojim delom, na koncu pa je njeno ustvarjanje označila za "največji izziv v mojem življenju".   Po izidu se je spopadla z občutki izgorelosti – kot odgovor je napisala pesem Timeless .  Ti občutki so se začeli umirjati, saj je nanje gledala kot na minljive – k temu ji je pomagala Velika čarovnija Elizabeth Gilbert, za katero je rekla, da mi je "rešila življenje".  V začetku leta 2019 je začela terapijo za lajšanje depresije in tesnobe. 
Tistega leta ji je založba Penguin Classics naročila, naj napiše uvod za novo izdajo knjige Kahlila Gibrana The Propeth, v pričakovanju, da bo ta knjiga prišla v javno domeno v Združenih državah in nastopila na Londonskem knjižnem sejmu .   Kaur meni, da ima Gibran vpliv in je Preroka poimenoval njena "življenjska biblija".  

### Moje telo moj dom(2020–danes)
Kaur je svojo novo pesniško zbirko z naslovom Home Body izdala 17. novembra 2020.  Zbirka je vsebovala Kaurjine ilustracije in je postala ena najbolje prodajanih knjig leta 2020.   Z namenom, da bi zmanjšal pritisk za komercialni dobiček, se je Kaur za nasvet obrnila na kolege avtorje – saj je med ustvarjanjem zaradi uspeha Milk and Honey čutila sindrom prevaranta .   Delati je začela leta 2018, v času depresije, in postopek zaključila med obdobjem introspekcije, ki je stranski produkt pandemije COVID-19, kot je Home Body v Kaurjinih očeh.  
Med pandemijo COVID-19 se je Kaur zaradi občutkov osamljenosti in strahu ter želje po povezovanju s svojim občinstvom preselila nazaj v hišo svojih staršev v Bramptonu in začela poučevati delavnice na Instagram Live .  Svojim študentom predaja poudarek k naravnem in terapevtskem pristopu do pisanja. 
Aprila 2021 je samostojno izdala posebni pesniški album Rupi Kaur Live, sestavljen iz branja poezije in anekdot, ki jih spremljajo vizualni elementi in glasba, potem ko so ga zavrnili je Kaur priznala, da je bila to netipična možnost.    Do avgusta istega leta je bil izdan na Amazon Prime v omejeni količini.  Ko je razložila spodbudo, se je Kaur spomnila svoje ločitve nastopanja in proze, s čimer je poskušala skriti prvo, in kako je njena morebitna združitev obeh stilov "mogoče leta 2016" omogočila izvedbo predstave.  Leta 2021 je nastopila v sklopu poklona Jacku Laytonu . 

## Umetnost in vplivi
Ker pisava Gurmukhi nima koncepta ločenih malih in velikih črk, je njeno delo napisano izključno z malimi črkami,  pri čemer uporablja samo piko kot obliko ločila; Kaur tako piše v čast pandžabskemu jeziku .  Povedala je, da uživa v enakopravnosti črk in da slog odraža njen pogled na svet.  Izkušnje z učenjem angleščine po selitvi v Kanado in študiju poezije so vplivale na njen stil pisanja in nato prilagodile njeno delo tako, da je dostopno, zlasti bralcem, ki se učijo angleško.   Kaur je poudarila odnos svoje poezije do južnoazijske kulture – do te mere, da je utrujena, da bi jo zahodni bralci popolnoma razumeli. 
Njene pesmi se pogosto zaključijo s končno poševno črto, ki identificira občinstvo ali artikulira njeno temo ali njeno ime.  Tajja Isen je v svojem članku za The Globe and Mail to opisala kot Kaurjino "potezo blagovne znamke" in jo primerjala z uporabo hashtaga .  Kaurjin slog sega od aforističnega, navdihujočega do izpovednega, čeprav njene pesmi niso "100-odstotno avtobiografske" – izmišljeni elementi so pogosto nepregledni glede njihove pristnosti.    Kaurjino otroštvo: njen nestanoviten temperament, njena sikhovska identiteta in očetov aktivizem – kar je vključevalo Kaurjino udeležbo na protestih kot otrok – so vplivali na njene pesmi.  
Proces pisanja se začne tako, da začne na papirju in nato "najobetavnejše" gradivo prenese v razširjen dokument Microsoft Word.  Pogosto po tem, ko ta proces doseže vrhunec, svojim poezijam priloži prepričljivo podobo, ki dopolnjuje verze.  Nazadnje se zaključi, ko je pesem zožena na glavne elemente in je prejela potrditev od svoje sestre.  Njene natisnjene pesmi so pogosto izseki iz daljšega govorjenega dela, v katerem objavijo "del, ob katerem se mi je res obračalo v želodcu".  Ker pisanje obravnava kot »obliko zdravljenja«, se ne ozira na občinstvo, ceni le svoj odziv in angažiranost.  V vseh svojih projektih ohranja "popoln ustvarjalni nadzor" in prispeva k vidikom, kot so naslovnice in podrobnosti svojih knjig.  Kaur je povedala, da se svoje poezije loteva kot vodenje podjetja in piše, "da bi to izvedla", pri čemer vidi oder kot mesto, kjer so njene ambicije v celoti dosežene.   V kontekstu nastopa, njena uporaba prelomov vrstic in pik predstavlja, kje se bo ustavila in kje bo predstavila novo idejo. 
Njena pisana poezija se osredotoča na oblikovanje, medtem ko se njeni nastopi osredotočajo na rime, pripoved in podajanje.  Nastopa na način petja, včasih skupaj s člani občinstva, Kaur pa uporablja izvirne glasbene partiture in okrašene projekcije.   Carol Muske-Dukes je poudarila, da Kaur kot "performativni pesnik" nadaljuje tradicijo "strani, ki udejanja [predstavo] v mislih".  Elisa New je izpostavila Kaurjino bližino in podobnosti z govorjenimi in hip-hop umetniki. 
Redke črtne risbe spremljajo njene pesmi.   Primerjali so jih z zunanjo umetnostjo ; njene risbe in poezija so videle aluzije na otroško umetnost.    Nacionalna pesniška knjižnica ugotavlja, da umetnost v Medu in mleku deluje kot grafični roman .  Slog risanja se nadaljuje v Soncu in njenem cvetju.  Njene ilustracije ob pesmih so »presunljive« in »pogosto moteče«, ena na primer povezuje samopoškodovanje z obupom.   Slike, ki se pojavljajo v njenih delih, vključujejo zvijajoča se telesa, plazeče rože in prste, ki tvorijo oblike src. Kaurjeva je pojasnila, da je njen slog namenjen prepoznavnosti in vzbujanju blagovne znamke, podobne Applovi .  Ustvari jih po tem, ko je napisana njihova poezija.  Kaurjino javno podobo že od samega začetka označujejo za pristno in individualno; duhovno in drzno feministično. 
Poleg njenih vrstnic – Nayyirah Waheed, Lang Leav, Warsan Shire – in drugih » Instapoetov «, je Kaurjina poezija v preprostih in svobodnih verzih podana na način »ugrizne velikosti« – nekatere poezije so sestavljene le iz ene vrstice.   S Soncem in njenim cvetjem so njene pesmi razširile svojo dolžino.  »Za svojo epigramsko jedrnatostjo, preprostim jezikom in sporočili, ki krepijo moč«, velja, da je Kaurjina poezija simbolična za običajni slog »Instapoet«.  Kaur, ki ne mara izraza "Instapoet", naj bi pripadala tudi "novi generaciji migrantskih pisateljev, generaciji, ki 'sedi, tvita, objavlja in oddaja'".   Govorili so, da je morda "predstavnica vrednot in etosa cele generacije".  Od svojih vrstnikov se razlikuje po osredotočenosti na samooskrbo in prikazu bolečine, ki je prepletena z zmagoslavjem.  Kaur je rekla, da piše za "generacijo, ki bere moja dela. . . Pišem nekaj, kar je tej generaciji verodostojno." 
Tina Daheley in Gregory Cowles iz New York Timesa sta v Kaurjini poeziji prepoznala odkrito in lirično naravo, pri čemer je Cowles rekel, da je njena "neumetniška ranljivost kot križanec med Charlesom Bukowskim in Cat Power ".   Zaradi njene uporabe suhega, odprtega in pogovornega jezika naj bi se Kaur odpovedala in zavrnila tradicionalne standarde in značilnosti poezije, ki so zelo pomembne.    Matthew Zapruder, Becky Robertson iz Quill & Quire in Kaur so v njenem delu prepoznali univerzalno kakovost.    Literaturistka Alyson Miller je zapisala, da Kaur uporablja "spolne, a navidezno univerzalne teme, povezane s seksizmom, travmo, prijateljstvom in nasiljem". 
Po Medu in mleku je postala bolj selektivna glede objavljanja svoje poezije na spletu, saj je svoje delo obsežno predstavila na spletu.  »Z leti sem se oddaljil od tega. . . Ko so številke začele rasti, sem začela preveč razmišljati. Ves čas sem čutila večji pritisk, da sem pravilna in popolna."  Osredotočajoč se na "oblikovanje, trženje, kreativno pisanje in blagovno znamko", Kaurjin račun na Instagramu s 3,5 milijona sledilci niha med fotografijami Kaur in njene poezije, z južnoazijskimi ljudmi in ikonografijo kot vidnim poudarkom.   Njena poezija je imela kot osnovo The Sun and Her Flowers "eterično estetiko, ki jo je vodila narava", z velikimi rumenimi cvetnimi listi okoli odra in projiciranimi v ozadju.   Po izdaji Beyoncé (2013) je svojo estetiko izpopolnila v bolj stiliziran način.  Kaur je Beyoncé opisala kot vpliv, pa tudi Sharon Olds, Marina Abromovich, Adele, Kahlil Gibran, Nizzar Qabbani, Amrita Sher-Gil in Frida Kahlo.  Poleg tega Kaur črpa navdih pri sebi, svojih prijateljih in mami. 

### Teme in motivi
our work should equip

the next generation of women

to outdo us in every field

this is the legacy we'll leave.

Progress, an example of Kaur's feminist writing.
Kaurjina poezija raziskuje majhen izbor tem poleg vprašanj, s katerimi se srečujejo indijske ženske in priseljenke, ženske travme in "južnoazijske izkušnje".    Njena mati je tema, ki jo v svojem delu obravnava s spoštovanjem, in se pokloni svojim staršem v svoji pesmi Broken English – Kaur svoji materi zaradi pomembnih žrtev v svojem otroštvu pripisuje svojo kariero pesnice.   Eleanor Ty je zapisala, da Kaur s svojo poezijo "razkriva prefinjeno razumevanje psihološke kompleksnosti družinske dinamike".  Njene napisane in uprizorjene poezije delijo iste teme, čeprav jih obravnavamo drugače. 
Nasilje v družini in spolno nasilje sta bila v središču njenega začetnega dela, travma, povezana s posilstvom, pa je po Medu in mleku postala bolj eksplicitna.   V svojih zgodnjih delih je močno raziskovala nasilje in travmo, ker "sem imela to željo razpakirati toliko globljih čustev in težav, za katere sem videla, da vplivajo name in toliko žensk okoli mene".  Njena pesem I'm Taking My Body Back govori o njenem preživetju spolnega napada.  Kaur je priznala, da je pisanje o teh težkih temah lahko katarzično in moteče za njeno duševno počutje.  V svojih najbolj slovesnih upodobitvah nasilja v družini piše v drugi osebi, "kot da bi se skušala distancirati od svoje izkušnje fizičnega nasilja". 
V njenem delu se pojavljajo običajne kulturne metafore in motivi, kot so med, sadje in voda.  Veliko njenih pesmi se nanaša na »ženske kot kolektiv«.  Najti je mogoče občutek mističnega transcendentalizma, pogosto prepletenega z diskurzom o »naravni« lepoti.  Milk and Honey ima teme zlorabe, ljubezni, izgube in zdravljenja.  Ljubezen služi kot njena glavna tema.  Feminizem, begunci, priseljevanje in njena južnoazijska identiteta so postali bolj vidni v Soncu in njenem cvetju, skupaj z razmišljanjem o telesni dismorfiji, zlorabi, posilstvu in samoljubju.    Kaur je o knjigah dejala, da gre za potovanja "navznoter" oziroma "navzven"; Sonce in njeno cvetje imajo več tem.   Pod vplivom pandemije COVID-19 Home Body bolj kot prej preučuje teme kapitalizma, produktivnosti in duševnega zdravja. 

## Odziv in vpliv
fall in love with your solitude

Kaur's most popular poem, from Milk and Honey.
Najbolj priljubljena med "Instapoetkami" in imenovana " Oprah svoje generacije," Chiara Giovanni iz Buzzfeed News je opozorila, da je Kaurina slavna osebnost – zaradi katere jo je njen vrstnik Kazim Ali imenoval morda najbolj znano pesnica vseh časov – " bolj podobna pop zvezdnici, kot je [Ariana] Grande, kot tradicionalnemu pesniku", pripisujejo zasluge njeni dostopnosti.    Agatha French, ki je pisala za Los Angeles Times, je odzive Kaurinih večinskih mladih in ženskih oboževalcev na objavo filma The Sun and Her Flowers primerjala z " gorečo predanostjo oboževalcev Beatlesov " – ji pripisujejo "voditeljstvo spajanje poezije in pop kulture«.    Njeni nastopi v živo imajo rutinsko na stotine obiskovalcev, včasih pa tudi do 800 ljudi.  
Po besedah Kaur je njen uspeh "demokratiziral poezijo in literaturo nasploh" – Kaur Instagramu pripisuje tudi zasluge za zaznano demokratizacijo poezije, saj meni, da njen delavski razred in rasno poreklo ne bi dovolil, da bi bila drugače objavljen.   Erica Wagner, ki velja za "pionirja" sloga "Instapoet", je opazila Kaurin vpliv na to, kar je poimenovala "največji splošni premik, ki smo ga videli v zadnjem desetletju".   Kaur je spodbudila, da se prodajalci knjig, odrasli in mladi Američani bolj osredotočajo na poezijo.    Leta 2017 je porast prodaje poezije v Kanadi in Združenem kraljestvu spodbudil pripisovanje Kaur.  
Oboževalci so jo hvalili, ker je pisala o svoji osebni travmi in dvignila raznolikost na "pretežno" beli literarni sceni.   Njeni poeziji pripisujejo "navdih središča ustvarjalnosti za mlada temnopolta dekleta"; avtorica Tanya Byrne je trdila, da bi morali kolegi pisatelji BAME ponoviti Kaurjino samozaložbo.   Njen stil menstrualnega aktivizma je postal "bolj norma kot izjema", pri čemer je veliko temnopoltih žensk od Kaur naprej vzbujalo podobno medijsko pozornost.  Navdihnila je različne mlade pesnike, da so začeli s prakso.  "Kaur je postala ... glas marginaliziranih," je zapisal Sadaf Ahsan za National Post ; literarna znanstvenica Lili Pâquet je videla, da je tak označevalec posledica njenih fotografij menstruacije.   Strokovnjaki so jo označili za " dekolonialno feministično pesnico". 

### Odziv na spletu
Njena serija fotografij menstruacije je vzbudila zelo mešan sprejem.  Prejela je grožnje s smrtjo, kar je privedlo do čustvene otopelosti in kasnejšega oddaljevanja od družbenih medijev.  V retrospektivi Amika George, britanska aktivistka, ki se zavzema za boj proti menstrualni revščini v Združenem kraljestvu, pripisuje Kaurjinim fotografijam menstruacije "katalizator za začetek pogovora o menstruaciji".  Allison Jackson iz The World, Jane Helpern iz iD in literarna znanstvenica Anna Camilleri so leta 2015 zagovarjale podobne ideje.    Različne feministične umetnice so branile Kaur, ko so odstranili njene fotografije z menstruacijo.  Kaur je opazila učinek na svoje prijateljice v Punjabu, saj so se s svojimi družinami odkrito pogovarjale o menstruaciji.  V odgovor na sprejem njenih fotografij je Kaur sprva dejala:
I know that 50-60% of all comments on every site that covered the story were negative, but that didn't affect me much. What upset me was that people I knew first-hand were reacting badly. These were guys from my own community, who I'd been to high school with, and they were trying to tarnish me rather than the art...People always say my work is so great for women, that it is feminist art. But for me, it's men that need to see it the most. Because it's the misogyny that we need to address, rather than the feminism.
Kaur je pozneje priznala, da so jo internetni troli dolga leta "puščali zlomljeno".  Da bi rešila svojo zaskrbljenost, je prišla do zaključka, da "sem tukaj, da povem svojo resnico in se povežem z bralci, in to je to. Nobeden od negativnih glasov na koncu ni pomemben."  Njeno delo je bilo predmet memov na spletu, običajno v obliki parodičnih pesmi, ki se posmehujejo Kaurjinem slogu pisanja, njihov pomen pa so primerjali z domačo obrtjo .   Ahsan je Kaur opisal kot "blago družbenih medijev", status, iz katerega uspeva.  Leta 2017 je izšla knjiga s parodijo Kaurjine poezije z naslovom Mleko in trta .  Kaurjeva meni, da je prezir do slave, ki si jo je pridobilo njeno delo, analogen sprejemanju sodobne umetnosti, obe vidi kot omalovaževana ker se ji zdi "prelahka". 
Waheed in Shire, sta jo obtožila plagiatorstva.  Trditve Waheedovih podpornikov temeljijo na Kaur in njenem pomanjkanju ločil ter uporabi medu kot metafore.  Kaur je zanikala trditve o plagiatorstvu in špekulirala o verjetnosti podobnih izkušenj ter da sta njuni podobni temi in uporabi medu "stranski produkt našega časa", pri čemer je primerjala sodobni sočasni umetniški razvoj s tistim v renesančnem ali viktorijanskem obdobju.  

### Kritike
Kritiki so bili manj pohvalni kot splošno občinstvo. Kaur je postala "nekakšna polarizirajoča figura v literarnih, založniških in medijskih skupnostih", čigar "delo je pogosto označeno kot nizkotno ali banalno ali pa ni v skladu z bogato tradicijo resne poezije".   Njena uporaba sodobnega ljudskega jezika je povzročila jezo.  Druge kritike vključujejo njeno delo, ki je formulatično, oslabljeno in mladoletno.    Kaur meni, da njenega dela ni mogoče "v celoti pregledati ali kritizirati skozi belo ali zahodno lečo".  Po besedah Alija "na Kaur ni bila izražena nobena kritika, ki ni bila podobno izražena na "dejanskih" pesnikih", pri čemer navaja Mary Oliver, Jane Hirshfield, Sharon Olds in Lucille Clifton . 
Rebecca Watts je bila kritična do priljubljenost in dostopnost poezij ter jih opisala kot "brez umetnosti" in za katere je značilno "odkrito očrnitev intelektualne angažiranosti in zavračanje obrti" – Priya Khaira-Hanks, ki je pisala za The Guardian, je pripomnila, da je Kaurjina dostopnost pogosto vodila do " pretirana preprostost".    Wattsovo kritiko so podpirali in zaničevali tako pesniki.  Isen je zaničevala, kar je imela za pretirano pojasnjevalni slog, zlasti med izvedbo, saj "pozno vsiljevanje ritma" ne uspe prikriti kompozicijskih pomanjkljivosti.  Carl Wilson in Khaira-Hanks sta trdila, da sta njen glavni uspeh in osebna identiteta prispevala k temu, da ljudje ne upoštevajo njenega dela.   Kaurjina poezija in njen status pesnice sta bila zavrnjena in ocenjena kot nepristna.  
Watts je menil, da se Kaur bolj ukvarja z avtentičnostjo kot s "tradicionalno umetnostjo poezije".  V eseju za The Baffler je Soraya Roberts Kaurja grajala kot neiskreno predstavnico zatiranja žensk v Južni Aziji, medtem ko se domnevno ukvarja predvsem s komodifikacijo; Pâquet je ponovil podobne občutke.   Pomanjkanje razlikovanja med osebno in kolektivno travmo je bilo deležno dodatnih kritik.  Miller je na Kaurjino delo gledal kot na nejasno in klišejsko, pri čemer je navedel primer, ki prikazuje zatiranje: kaur, ženska iz sikhija . 
Leta 2017 sta BBC in Vogue Kaur uvrstila na sezname žensk leta; Quill & Quire sta za svoj letni seznam najboljših knjig izbrala The Sun and Her Flowers .    Naslednje leto je bila vključena na seznam nastajajočih umetnikov Forbes in Elle .   Leta 2019 je The New Republic razglasil Kaur za "pisateljico desetletja" zaradi njenega vpliva na medij poezije; to je sprožilo razpravo o tem, ali je nagrada zaslužena, pa tudi o njenem delu nasploh.   

## Dela

### Knjige
- Milk and Honey (2014)
- The Sun and Her Flowers (2017)
- Home Body (2020)
- Healing Through Words (2022) - and interactive journal

### Članki
- Zgodovina kaže, da se je Pandžab vedno boril proti tiranom. Modi ni nič drugačen . (2020)

### Uprizoritveni filmi
- Rupi Kaur v živo (2021)